# Parafia św. Michała Archanioła w Kamienicy Polskiej
Parafia Świętego Michała Archanioła w Kamienicy Polskiej – parafia rzymskokatolicka w Kamienicy Polskiej. Należy do Dekanatu Poraj archidiecezji częstochowskiej. Parafię prowadzą księża archidiecezjalni. Pochodzi z niej pięciu księży.

## Historia
Parafię erygował biskup Wincenty Chościak-Popiel w 1869 roku wydzielając jej obszar z parafii św. Jana Chrzciciela w Poczesnej. Kościół zbudowany został w latach 1868–1870 i poświęcony 28 grudnia 1869 roku przez dziekana częstochowskiego ks. Józefa Rzewuskiego. Uroczystego poświęcenia (konsekracji) wyposażonej już świątyni dokonał biskup Aleksander Bereśniewicz 20 maja 1884 roku. W czasie działań wojennych w 1945 r. kościół został nieco uszkodzony. Odrestaurował go w 1946 r. proboszcz ks. Stanisław Duda.

### Męczeńska śmierć ks. Józefa Klarzaka
2 września 1939 roku Niemcy aresztowali proboszcza ks. Józefa Klarzaka. Podczas rewizji przeprowadzonej na plebanii znaleźli oni polski mundur wojskowy i harcerski, stanowiący własność proboszcza oraz kartę mobilizacyjną wystawioną na jego nazwisko. Przed wojną ksiądz był harcmistrzem w hufcu harcerskim i jednocześnie kapelanem wojskowym w rezerwie. Został oskarżony o współdziałanie z polskimi żołnierzami. Razem z księdzem Klarzakiem z tego samego powodu aresztowano proboszcza z parafii w Choroniu ks. Augustyna Kańtocha. 4 września zostali wywiezieni do Blachowni, Dobrodzienia i Łambinowic (do obozu jenieckiego Lamsdorf), następnie do obozu jenieckiego w Buchenwaldzie, a 7 lipca 1942 roku do obozu koncentracyjnego w Dachau. Ks. Józef Klarzak został zamordowany 18 sierpnia 1942 roku, a ks. Kańtoch doczekał wyzwolenia obozu w Dachau i powrócił do Polski. Nazwisko księdza widnieje na tablicy upamiętniających kapelanów poległych podczas II wojny światowej w katedrze polowej Wojska Polskiego w Warszawie. 

## Proboszczowie parafii od 1925 roku
| imię i nazwisko          | daty urzędowania |
| ------------------------ | ---------------- |
| ks. Zygmunt Sędzimir     | 1925–1930        |
| ks. Stefan Jastrzębski   | 1930–1932        |
| ks. Lucjan Kaczmarczyk   | 1932–1937        |
| ks. Józef Klarzak        | 1937–1939        |
| ks. Mieczysław Tajber    | 1939–1940        |
| ks. Stanisław Cesarz     | 1940–1941        |
| ks. Stanisław Duda       | 1941–1964        |
| ks. Józef Sojda          | 1964–1969        |
| ks. Mirosław Janikowski  | 1969–1972        |
| ks. Stefan Mizera        | 1972–1985        |
| ks. Józef Duda           | 1985–1989        |
| ks. Józef Marian Bednarz | 1989–2021        |
| ks. Zdzisław Simiński    | 2021–            |